# Kingdom Hearts II
A Kingdom Hearts II (キングダムハーツII; Hepburn: Kingudamu Hātsu II, ’magyaros átírással: Kingudamu Hadzu II’) egy akció RPG játék amit a Square Enix fejlesztett és a Buena Vista Games és a Square Enix adott ki 2005-ben PlayStation 2 konzolra. A játék a 2001-es Kingdom Hearts történetét folytatja. A Kingdom Hearts II Final Mix+ játékot 2007. március 29-én adták ki Japánban.
A Kingdom Hearts II a harmadik játék a Kingdom Hearts sorozatban. A Kingdom Hearts: Chain of Memories eseményei után játszódik egy évvel. A játék főhőse mint az előző két játékban is itt is egy fiatal fiú, Sora. Mint az előző játékokban úgy ebben is több Disney és Final Fantasy karakter található. Az Organization XIII ami a Chain of Memories játékban tűnt fel először ebben a játékban is benne van.
A játék több díjat is nyert. Japánban a kiadás első hetében több mint 1 millió darabot szállítottak a boltok polcaira. Észak-Amerikában egy hónappal a megjelenése után már több mint 1 millió darabot vettek meg belőle, ezzel 2006. második legjobban fogyó videójátéka lett. 2006. március 31-éig 3,70 millió darabot szállítottak a boltok polcaira világszerte.

## Játékmenet
A Kingdom Hearts II játékmenete a Kingdom Hearts játékmenetéhez hasonló. A játékos Sorát külső nézetből irányíthatja, de belső nézet is elérhető. A játék lineáris, de vannak mellékküldetések is.
Mint a legtöbb RPG játékban úgy a Kingdom Hearts II-ben is kaphat a játékos tapasztalati pontokat. Az ellenfelek legyőzése után kap ilyet a játékos és ha elér egy megadott összeget szintet lép, ezzel új képességekre tehet szert.
A Kingdom Hearts II-ben a harc valós idejű. A bal alsó sarokban (a Final Fantasy játékokhoz hasonlóan) van egy menü ami segítségével lehet támadni, varázsolni vagy a csapat többi tagjával végrehajtani speciális támadásokat. Egy újítás a „Reaction Command”, ezt bizonyos ellenfeleknél bizonyos körülmények közt lehet alkalmazni a háromszög lenyomásával. A Reaction Commandekkel lehet támadni, védekezni, de néhány főellenfelet csak ez segítségével lehet legyőzni. Sora mellett két társa lehet még a harcmezőkön. Ezeket a karaktereket a gép irányítja, de lehet nekik parancsokat is adni.
Az első játékban kritizált „Gummi Ship” küldetéseket újratervezték. Ez leginkább lövöldözős játékok és Disney hullámvasutak keverékére hasonlít. A világtérképen a Gummi Shipet felülnézetből lehet irányítani. A világokba most már meg kell nyitni az utat, nem lehet egyből belépni. Ezeket a „Gummi Ship” küldetésekkel kell megnyitni.

### Drive Gauge
A „Drive Gauge” egy újítása a játéknak. A Drive Gauge segítségével lehet „Drive Form”-okká alakulni és ezzel lehet különböző karaktereket „megidézni”. Ha egy Drive Form aktív akkor Sora sokkal erősebb lesz. Vannak olyan Drive Formok is amiben Sora kettő Keybladet használhat, de ezekkel Sora új képességekre is szert tesz. Először a Drive Form csak egyetlen csapattárs erejét osztja meg Sorával, de később többel is. Ha egy Drive Form aktív akkor eltűnnek Sora társai. Az élettel és a varázsponttal ellentétben a Drive Gauge nem töltődik újra ha a játékos elmenti a játékot.
Mint az előző játékban Sora itt is tud Disney karaktereket megidézni, hogy segítsenek neki a harcokban. Egy ilyen karakter lecseréli a másik két csapattársat. Ezek a lények egyedül is tudnak támadni, de Sorával vannak speciális támadásaik is.

### Történet
A Kingdom Hearts II univerzumában több Disney film és külön a játéknak tervezett „világ” van. Az első Kingdom Hearts játékban csak Disney rajzfilmjeinek helyszíne szerepelt, addig a Kingdom Hearts II-ben már Disney rajzfilmek és filmek helyszíne is megtalálható. Ezek között a játékos a „Gummi Ship” segítségével közlekedhet.
Néhány helyszín már az első játékban is benne volt, de itt ezek már ki lettek bővítve, de több új világot is alkottak a készítők. Mint a „Land of Dragons”-t (Mulan), a „Beast's Castle”-t (A Szépség és a Szörnyeteg), a „Port Royal”-t (Karib Tenger Kalózai), a „Pride Land”-et (Az Oroszlánkirály) és a „Space Paranoids”-ot (Tron). „Twilight Town” először a Chain of Memories-ban volt látható, de ebben a játékban jóval nagyobb szerepet kap. A „The World That Never Was” egy új helyszín ami az Organization XIII főhadiszállása.
A Kingdom Hearts II a Kingdom Hearts: 358/2 Days történetét folytatja, egy évvel a Kingdom Hearts: Chain of Memories után játszódik. Sora, Donald és Goofy egy évig aludtak, hogy visszaszerezzék emlékezetüket. Eközben Roxas aki Sora Nobodyja Twilight Town virtuális másában ragadt amit DiZ hozott létre. Sora, Donald és Goofy az „igazi” Twilight Townban ébrednek. Itt találkoznak King Mickeyvel és Yen Siddel. Meg kell találniuk Rikut és meg kell állítaniuk az Organization XIII-t. Maleficent (magyarul Demona) Petetel együtt újra visszatér.
Sora több Disney rajzfilm és film világában oldja meg a problémákat amit az Organization XIII, a Heartlessek, Maleficent és Pete és a helyi lakosok okoztak. Kairit elrabolja Axel. Amikor Hollow Bastionben vannak King Mickey elmondja nekik, hogy akit legyőztek Ansemt, valójában Xehanort Heartlesse. Mickey azt is elmondja, hogy Xemnas az Organization XIII vezetője valójában Xehanort Nobodyja. Az Organization XIII terve, hogy megszerezzék a „Kingdom Hearts” erejét. Ezt Sora hozta létre azzal, hogy elpusztítja a Heartlesseket a Keybladejével.
Sora, Donald, és Goofy a virtuális Twilight Townban mennek ahol találkoznak Axellel, aki egy utat hoz létre a „World That Never Was”-ba, az Organization XIII főhadiszállására. Sora megtalálja Kairit és Rikut, akinek kinézetét megváltoztatta a „sötétség”. Mickey találkozik DiZzel akiről kiderül, hogy ő az „igazi” Ansem. Ansem egy géppel leszívja a Kingdom Hearts erejét, de a gép felrobban ezzel megölve Ansemet. Ez a robbanás visszaállítja Riku „eredeti” kinézetét. A kastély tetején Sora és barátai Xemnasszal küzd meg aki a Kingdom Hearts maradék erejét használja ellenük. Xemnas veresége után Sora és Riku hazatértek a Destiny Islandsre.[ Később Sora, Riku és Kairi kap egy levelet King Mickeytől.

### Szereplők
A játék három főszereplője Sora egy tizenöt éves fiú aki a Keyblade mestere, Donald kacsa a Disney Castle mágusa és Goofy a Disney Castle őrségének kapitánya. Donaldot és Goofyt is arra utasították, hogy találják meg a „kulcsot”, ami később kiderül, hogy a Keyblade. Sorával barátok lesznek és ebből a barátságból erőt nyernek. Riku és Kairi Sora barátai a Destiny Islandsről, Roxas akinek van egy Keybladeje és DiZ aki bosszút akar állni az Organization XIII-en.
Mint az előző két játékban úgy ebben is több Disney és Final Fantasy szereplő tűnik fel a játékban. Az új Disney karakterek Scar (magyarul Zordon) Az Oroszlánkirályból, Scrooge McDuck (magyarul Dagobert McCsip) és Pete. Körülbelül húsz karakter van a játékban a Final Fantasy játékokból. A Final Fantsy VI-ból: Setzer. A Final Fantsy VII-ből: Aerith, Cid, Cloud, Sephiroth, Tifa és Yuffie. A Final Fantasy VIII-ból: Fuu, Squall Leonhart (a játékban Leon), Rai, Seifer és Selphie. A Final Fantasy IX-ből: Vivi. A Final Fantasy X-ből: Auron és az X-2-ből: Yuna, Riku és Paine. Az első játékba azért nem kerülhetett be Vivi és Setzer mert azokat nem Tecuja Nomura tervezte.
Donaldot és Goofyt gyakran leváltja annak a világnak főszereplője amelyikben Sora tartózkodik. Ilyenek például Fa Mulan a „The Land of Dragons” világon, vagy Jack Sparrow a „Port Royal” világban vagy Simba a „Pride Land” világban vagy Tron a „Space Paranoids” világban.
Az első Kingdom Hearts játékkal ellentétben itt már a játék elején lehet tudni, hogy az Organization XIII lesz a játékos fő ellenfele. Az Organization XIII a Heartlesseknek (szörnyekké vált „szívek”) és a Nobodiesoknak (a Heartlessek régi teste) is parancsol.

## Fejlesztés
A Kingdom Hearts II tervei a Kingdom Hearts Final Mix kiadása után kezdődtek el, de csak 2003 júliusában vált véglegessé. Nomura elmondta, hogy a következő játékban több kritériumot is teljesíteniük kell. Az egyik az volt, hogy Mickey Egérnek többet kell szerepelnie a játékban. A játék fejlesztői teljesen ugyanazok voltak mint az első játéké is.
A játékmenet több elemén is javítottak ebben a játékban. Ezek nagy részét a játékosok és a kritikusok kérték. A kamerát a jobb analóggal lehet forgatni az L2, R2 gombok helyett és az első játékban kritizált Gummi Ship pályákat is újratervezték. A harcrendszert teljesen kicserélték.

### Különbségek
Az angol változata a játéknak több helyen is különbözik az eredeti japán kiadástól. A Hydra főellenfélnek (az 1997-es Hercules rajzfilmből) a japán változatban zöld a vére (mint a rajzfilmben is), de az angol kiadásokban fekete és lila füst van helyette. Amikor a Disney Castleben Donaldot Daisy kergeti mert elfelejtette a randijukat akkor az angol változatban elbeszélget Donálddal míg a japán változatban pedig megveri.
Xigbar távcsöves fegyverének célkeresztjét is megváltoztatták egy „sima” célkeresztről három pontra ami körül feketeség van. A japán változatban Xigbar a két fegyverét egy távcsöves puskáva illeszti össze, az angol változatban pedig ezt nem teszi, helyette csak az egyik fegyverével lő. Axel halálát is megváltoztatták az angol verziókban. A japán változatban elég a tűzben, addig az angol verziókban egyszerűen eltűnik.
A „Port Royal” világban módosították a legtöbbet. Amikor William Turner meg akarja ölni magát akkor egy fegyvert tart a fejéhez (mint a filmben is), ezt az angol verziókban nem teszi. A japán verzióban az élőhalott kalózok lángra tudnak kapni. Az angol verzióban a muskétájukat számszeríjakra cserélték, de a hangjuk a muskétáé. A japán verzióban az aranymedálon mindig van vér, de az angolban csak akkor, amikor Barbossa beledobja a ládába. A japán verzióban van egy jelenet amikor Jack Sparrow kapitányt Barbossa leszúrja és a kardja kiáll a hátából, ezt a kardot eltávolították az angol kiadásokból.

### Előzetes
A Kingdom Hearts-ben és a Kingdom Hearts Final Mix+-ben volt egy rejtett előzetes a játékról. A japán videójátékokkal foglalkozó Quiter oldalán azt írták, hogy ezt „egy névtelen személy megerősíti a Squre Japannél”, hogy elkezdődtek a játék fejlesztései. 2003 szeptemberében a Tokyo Game Show jelentették be a két új játék érkezését hivatalosan.
A 2004-es E3-on a Square Enix konferencián Sindzsi Hasimoto bejelentette, hogy a játék sok olyan dologra választ fog adni ami az elsőben megválaszolatlanul maradt. A Square Enix 2005 májusában indította el a hivatalos japán weboldalt, az angol nyelvűt pedig 2005 decemberében. Ezeken a weboldalukon a játékról találhatóak képek és videók. Japánban a televíziókban több reklámot is sugároztak. A játékot 2003 szeptemberében jelentették be, de csak két évvel később adták ki.

### Zene
Mint az első játékban úgy ebben is Joko Simomura és Hikaru Utada zenéi szerepelnek. A játék zenéjét Shimomura komponálta és 2006. január 25-én adták ki. A játék főzenéjét a Passion-t Hikaru Utada írta én énekelte. Ennek a számnak az angol változatát a Sanctuary-t 2005. július 29-én jelentették be. Nomura szerint ez a szám jobban illik a játékhoz mint az első játék Hikari-ja és a Chain of Memories Simple and Clean-je. A Passion kislemezt 2005. december 14-én adták ki. A „Sanctuary” számot először az MTV weboldalán lehetett hallani 2006 elején.

### Szinkronszínészek
A Kingdom Hearts angol és japán kiadásaiban is híres színészek adják a szereplők hangját. Az első játék több szinkronhangja is visszatért. Mint például Miyu Irino és Haley Joel Osment – Sora, Mamoru Miyano és David Gallagher – Riku, Risa Uchida és Hayden Panettiere – Kairi. Új szinkron hangok Kōki Uchiyama és Jesse McCartney – Roxas, Iku Nakahara és Brittany Snow – Naminé, Genzō Wakayama és Christopher Lee – DiZ. A Disney karakterek legtöbbje az eredeti szinkronját kapták. Néhány szereplő új hangot kapott. Ilyen Aerith, Leon és Hercules hangja (az első játékban Mandy Moore, David Boreanaz, és Sean Astin) most már Mena Suvari, Doug Erholtz és Tate Donovan.

## Fogadtatás
A játék kivívta a kritikusok elismerését és a kasszáknál is jól teljesített. A Japán megjelenés után egy héttel már 1 millió darabot szállítottak a boltok polcaira és ebből 730,000 darabot adtak el. 2006 márciusában az NPD Group azt mondta, hogy a Kingdom Hearts II a 614,000 eladott példányával Észak-Amerika legjobban fogyó konzolos videójátéka. Egy hónappal a megjelenése után Észak-Amerikában a Kingdom Hearts II-ből 1 millió darabot adtak el. A GameStop szerint 2006. első negyedének legjobban fogyó játéka. A játék fent volt az IGN „Top 10 legtöbbet eladott játék 2006-ban” listáján. 2006. decemberéig a játékból 3.5 milliót adtak el (700 000 PAL területeken, 1.1 milliót Japánban és 1.7 milliót Észak-Amerikában). 2007. március 31-éig a Square Enix több mint 4 millió darabot szállított a boltok polcaira világszerte.
| Publikáció                   | Pont         |              |
| ---------------------------- | ------------ | ------------ |
| IGN                          | 7.6          |              |
| Eurogamer                    | 8            |              |
| 1UP.com                      | A+           |              |
| Famicú                       | 39/40        |              |
| GameSpot                     | 8.7          |              |
| GamePro                      | [ 52 ]       |              |
| GameSpy                      | [ 53 ]       |              |
| X-Play                       | [ 10 ]       |              |
| Play                         | 9.5          |              |
| Game Informer                | 9            |              |
| Átfogó cikket közlő weboldal | Összpontszám | Összpontszám |
| Metacritic                   | 87           |              |
| Game Rankings                | 86,98%       |              |

A Famicú 2005-ös „Év Játéka” díján a Resident Evil 4-el az első helyen végzett. A Famitsu „minden idők 100 legjobb játéka” listáján a 29. lett. Az IGN 2006-os „Reader's Choice” szavazásán az első lett. Az Eurogamer „2006 50 legjobb játéka” listáján a 34. lett. Az Electronic Gaming Monthly a „2006-os év Legjobb Folytatása” díjat adta a játéknak. A Game Informer „2006 50 legjobb játéka” listájára is felkerült. A Famitsu-tól 39/40-es értékelést kapott, ami eddig csak 16 játéknak sikerült a Famitsu 1986-os alapítása óta.
A GameSpy a szinkronhangokat dicsérte, a grafikáról pedig azt mondta, hogy „felveszi a versenyt a Square legjobb játékaival is”. A Karib-tenger Kalózai filmből a karakterek mozgását és élethűségét is dicsérték. Az IGN a grafikára 9/10 pontot adott és azt mondta, hogy „a világok nagyon hasonlítanak a filmbeli másaikra”. Ezt a japán Gpara.com is dicsérte. A G4 díjat adott a Kingdom Hearts II-nek a szinkronhangok és a játék zenéje miatt is a 2006-os G-Phoria díjátadón.
Mint az elődeinél is a játékmenet megosztotta a kritikusok véleményét. A GamePro-nak a játék eleje nem tetszett, de dicsérte a harcokat. A GameSpotnak tetszett az új kamera és a játékmenet, de azt mondták, hogy túl könnyű a játék és, hogy túl sokat kell a gombokat nyomkodni. Ezt az IGN is megjegyezte és a társak mesterséges intelligenciáját is kritizálta, de dicsérte a történetet és a megvalósítást. A Gpara.com dicsérte a kombó rendszert, a történetet és a játékmenetet.

## Verziók
A Kingdom Hearts II-t négy verzióban adták ki. A „sima” japán, észak-amerikai és PAL játékok között nincs sok különbség. Az európai és az ausztrál játékok 50 hertzen futnak, hogy kiférjenek a televíziók képernyőjére. A negyedik verziót a Kingdom Hearts II Final Mix+-t csak Japánban adták ki.

### Final Mix+
Az előző játék újra-kiadása miatt a rajongók azon gondolkodtak, hogy vajon a Kingdom Hearts II-nek is lesz-e ilyen kiadása. A Weekly Sónen Jump interjújában Nomura, hogy gondolkodik egy ilyen kiadáson, de még nincsenek hozzá megfelelő ötletei. 2006 szeptemberében a Square Enix bejelentette, hogy készítik a Kingdom Hearts II Final Mix+-t (キングダムハーツII FINAL MIX+; Hepburn: Kingudamu Hātsu II FINAL MIX +, ’magyaros átírással: Kingudamu Hadzu II FINAL MIX +’), amiben új elemek is lesznek. Mint az első Kingdom Hearts játék hasonló kiadásában úgy ebben is angol hang és japán felirat van.
A Kingdom Hearts II-t 2007. március 29-én Japánban újra kiadták Kingdom Hearts II Final Mix+ néven. Az első lemezen a Kingdom Hearts II Final Mix+ van egy új titkos videóval, több harccal és tárggyal, a másodikon pedig a Kingdom Hearts Re:Chain of Memories. Ennek harcrendszere eltér a többi játékétól. Ennek a limitált kiadáshoz járt egy Kingdom Hearts -Another Report- könyv. A Final Mix+ megjelenésekor ez volt Japánban a legtöbbet vásárolt PlayStation 2 játék.

## Tárgyak
Mint az előző játékoknál is a Square és a Disney is több tárgyat dobott piacra a játék megjelenése előtt és után is. Ezek figuráktól egészen ruhákig terjednek. A játékból adtak ki mangát és novellát is. Egy Ultimania könyvet is kiadtak a játék megjelenése előtt Kingdom Hearts Series Ultimania α ~Introduction of Kingdom Hearts II~ néven. Ebben részletes információk vannak az első két játékról és az akkor még ki nem adott Kingdom Hearts II-ről is. A játék megjelenése után kiadták a Kingdom Hearts II Ultimania könyvet ami már teljesen a játékról szól. A Kingdom Hearts II Final Mix+ Ultimania könyvet a Final Mix+ megjelenése után adták ki. A Final Mix+ limitált kiadásához adják a Kingdom Hearts -Another Report- könyvet. Észak-Amerikában a BradyGames egy „sima” kiadású és egy limitált kiadású végigjátszást is kiadott. Ennek négy fajta borítója lehet és benne van a „Jiminy's Journal” másolata 400 darab matricával.

### Manga, novellák
A manga először a Monthly Sónen Gangan magazinban jelent meg 2006 júniusában. Siro Amano rajzolta a Kingdom Hearts, a Chain of Memories és a Kingdom Hearts II mangáját is. Az első kötete 2006 decemberében jelent meg Japánban. Ezt a Tokyopop adta ki 2007. július 3-án Észak-Amerikában. A novellát Tomoco Kanemaki írta és Siro Amano rajzolta. Ennek első kötetét a „Roxas—Seven Days”-t 2006. április 22-én adták ki. A novella tartalmazza a Final Mix+ jeleneteit is. A második novellát a „The Destruction of Hollow Bastion”-t 2006. július 16-án adták ki. A harmadikat a „Tears of Nobody”-t 2006. szeptember 29-én, a negyediket az „Anthem—Meet Again/Axel Last Stand”-et pedig 2007 februárjában.